# Kościół Świętej Trójcy w Mikstacie
Kościół Świętej Trójcy w Mikstacie – rzymskokatolicki kościół parafialny znajdujący się w mieście Mikstat w województwie wielkopolskim.

## Historia
Jest to neobarokowa budowla wybudowana w 1914 według projektu architekta Rogera Sławskiego. Posiada trzy nawy i transept. Od strony zachodniej umieszczona jest wieża. We wnętrzu znajdują się dwie rzeźby ludowe. Po północnej stronie świątyni umieszczony jest krzyż przydrożny wykonany z drewna w drugiej połowie XIX wieku ozdobiony rzeźbami wykonanymi przez Pawła Brylińskiego.
Organy wybudował Józef Bach w 1939 roku. To jedyny instrument tego budowniczego o skali manuałów C-a3 oraz skali pedału C-d1. Około 2004 Jan Drozdowicz przeprowadził ich gruntowną renowację, a w sierpniu 2019 roku odnowiono prospekt.
Na wieży kościelnej jest umieszczony dzwon odlany przez Jakuba Getza w 1603 roku we Wrocławiu, pochodzący z dawnej drewnianej świątyni. Później zakupiono także dzwony, które zostały zarekwirowane podczas pierwszej wojny światowej. Na krótko przed drugą wojną zakupiono znów dwa dzwony, które także zostały zabrane przez Niemców na cele wojenne.

## Galeria

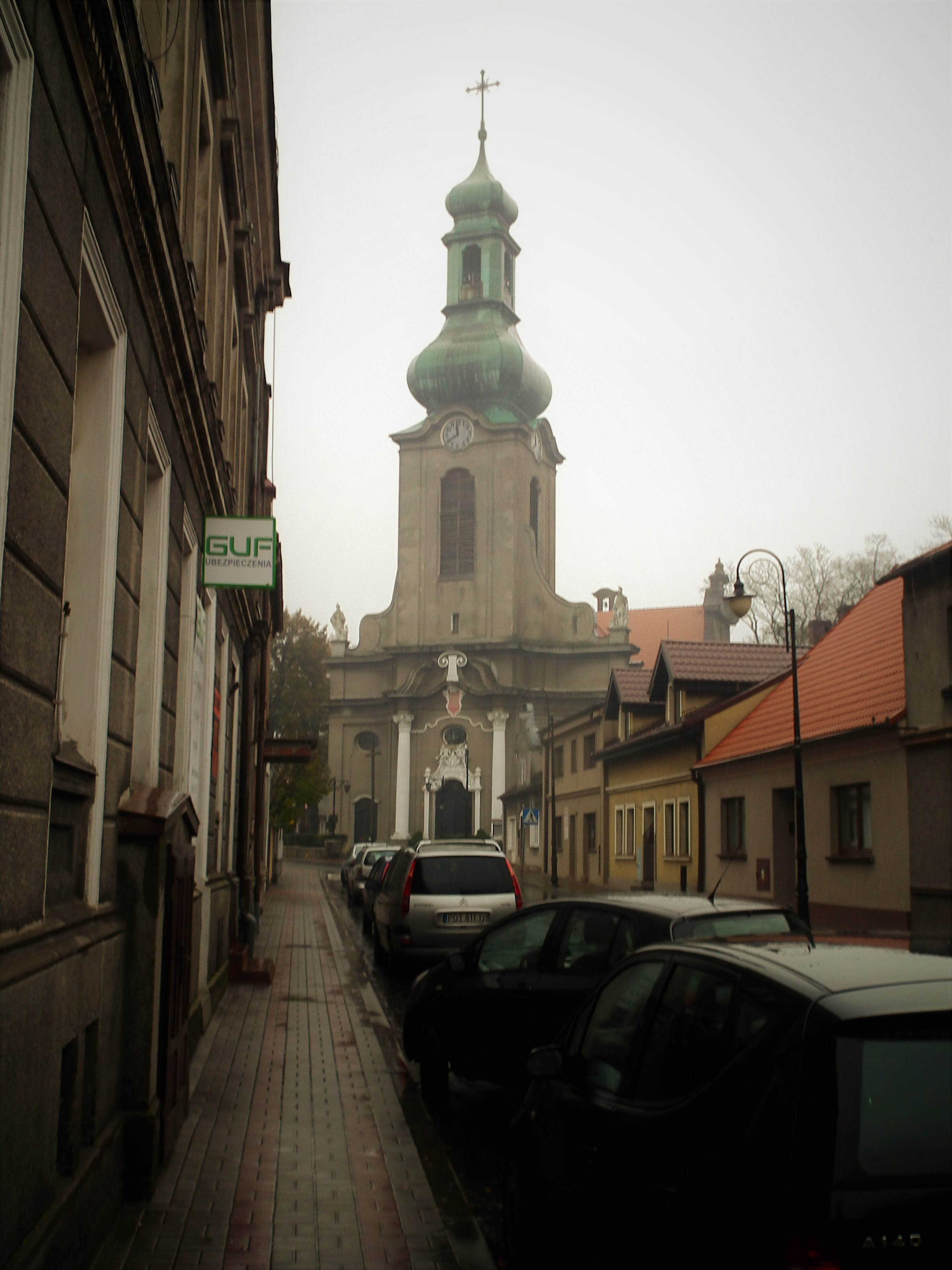
Widok z ulicy
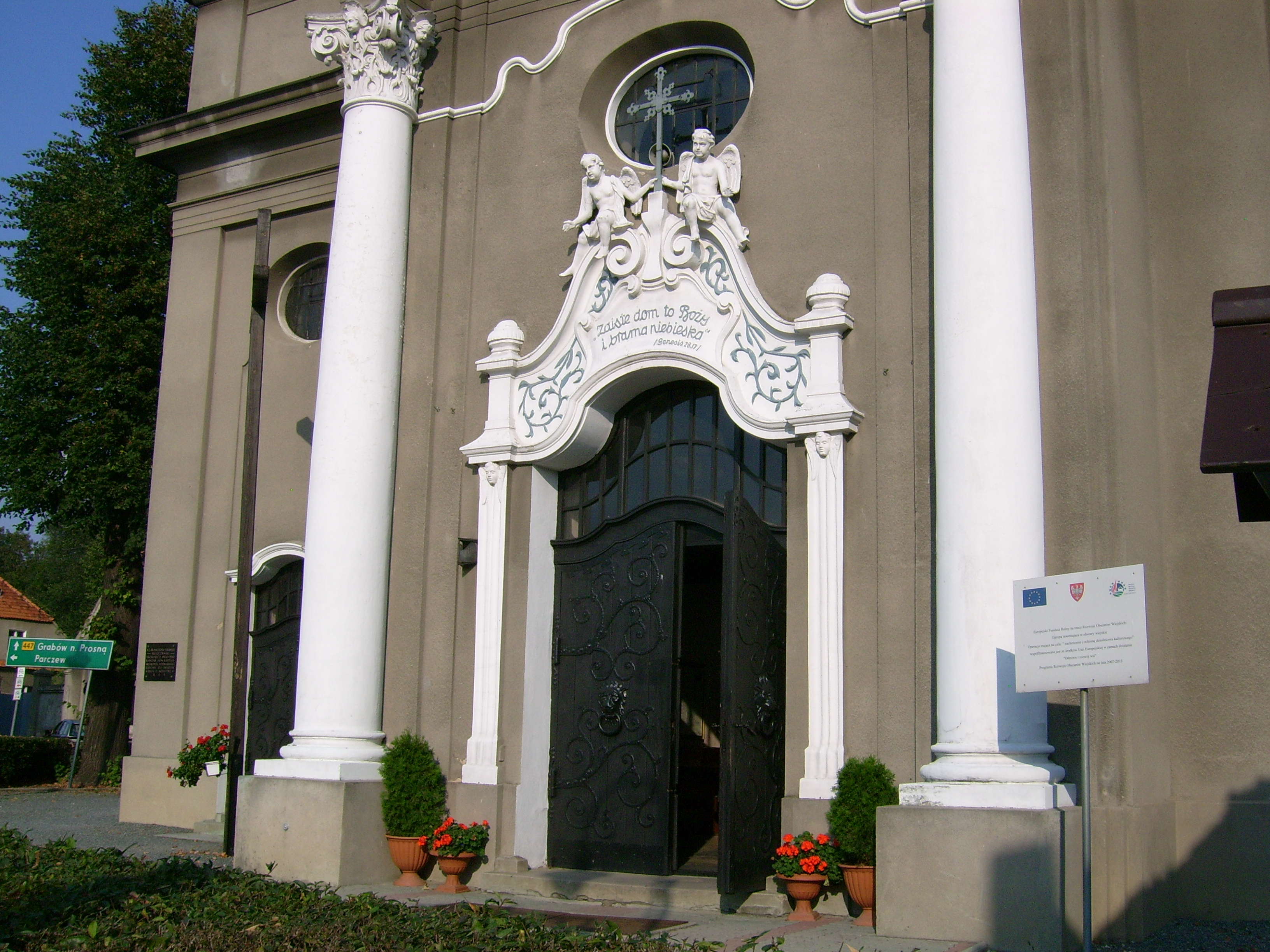
Wejście główne
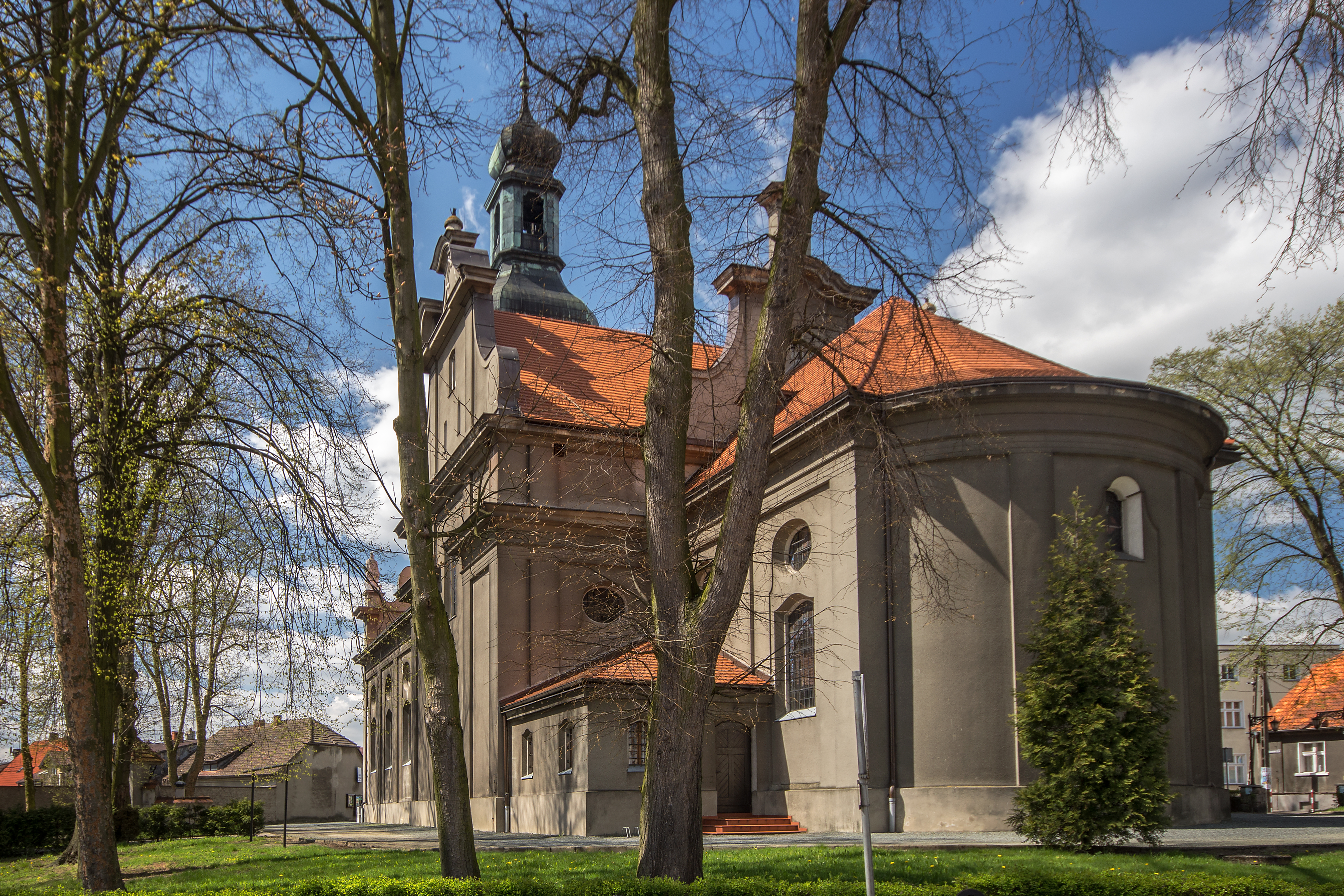
Tył kościoła
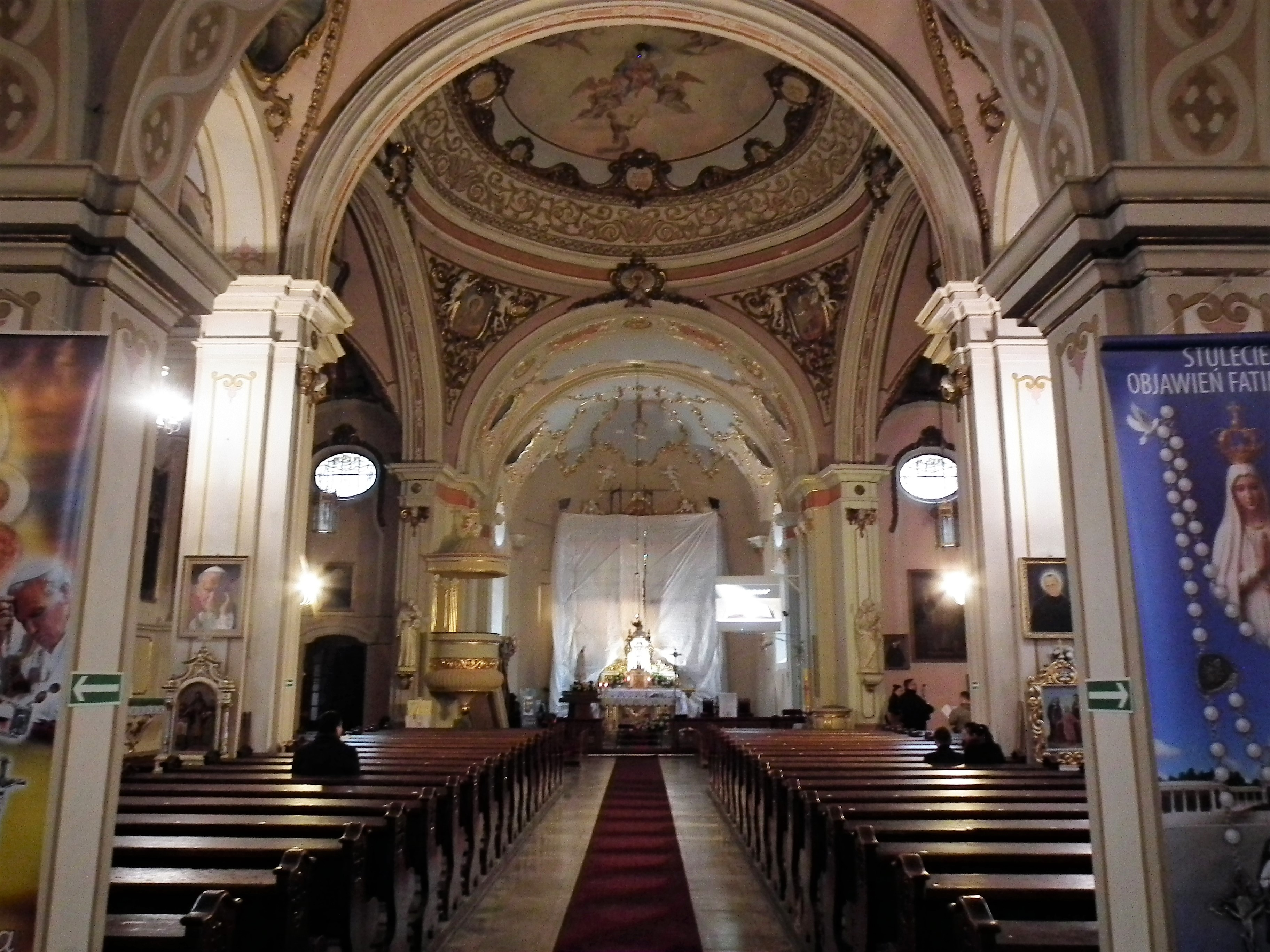
Wnętrze kościoła
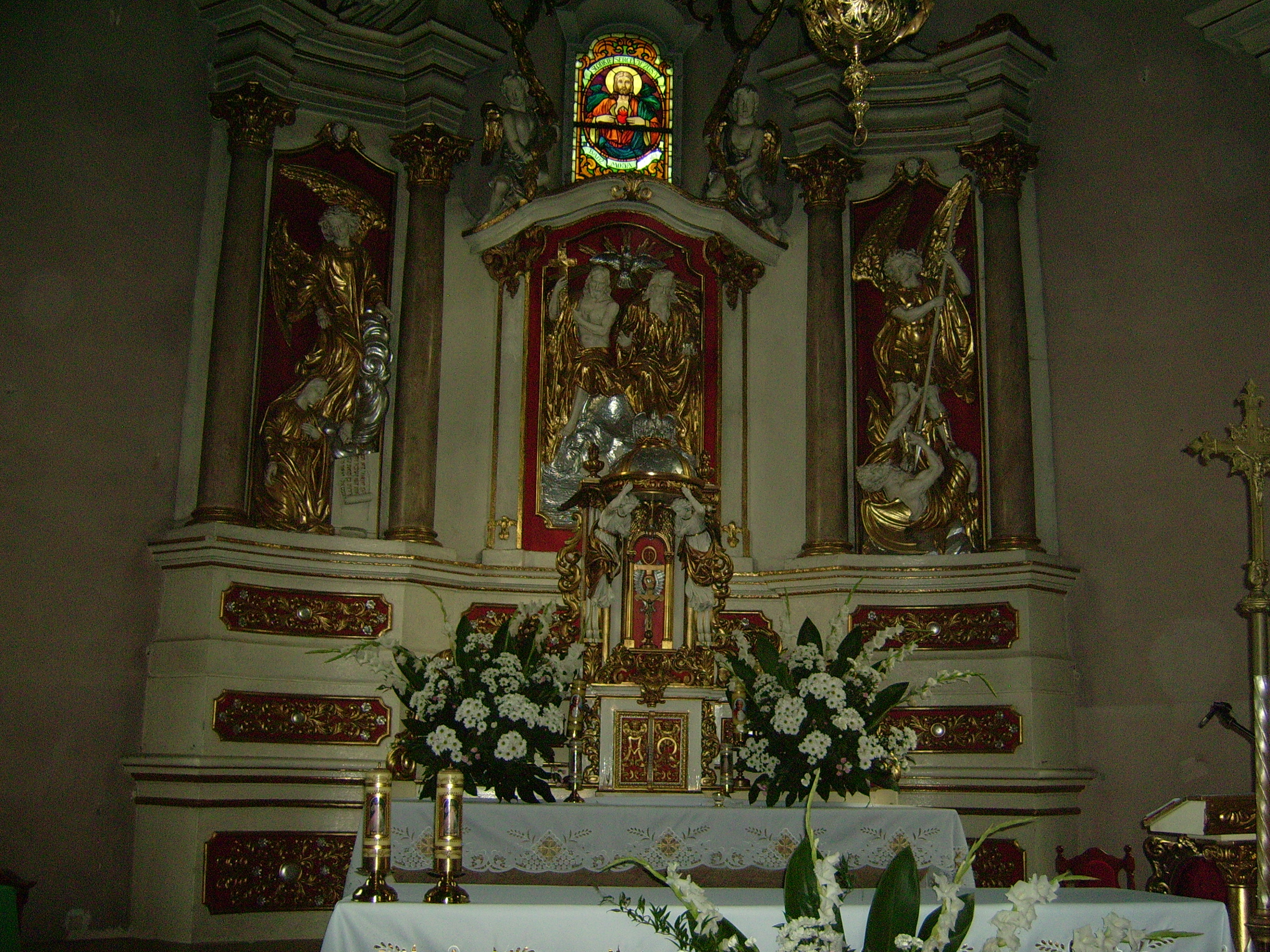
Ołtarz